# 大宝 (大理)
大宝（たいほう）は、中国後大理国の段正興の時代に使用された元号。1149年 - 1155年。

## 西暦との対照表
| 大宝 | 元年   | 2年    | 3年    | 4年    | 5年    | 6年    | 7年    |
| 西暦 | 1149年 | 1150年 | 1151年 | 1152年 | 1153年 | 1154年 | 1155年 |
| 干支 | 己巳   | 庚午   | 辛未   | 壬申   | 癸酉   | 甲戌   | 乙亥   |